# رابرت برنارد پنفولد
رابرت برنارد پنفولد (انگلیسی: Bernard Penfold; ۱۹ دسامبر ۱۹۱۶ – ۲۲ آوریل ۲۰۱۵) فرد نظامی اهل بریتانیا بود. وی همچنین برندهٔ جوایزی همچون نشان حمام و نشان سلطنتی ویکتوریایی شده‌است.